# سرف (برند)
سرف (انگلیسی: Surf) شرکت لوازم بهداشتی بریتانیایی است، که در سال ۱۹۵۲ تأسیس شد.